# Lucie Manén
Lucie Manén (Lucie Margarethe Beate, geb. Mainzer, erster Ehename Lucie Mankiewitz; zweiter Ehename Lucie John; geboren 4. Dezember 1899 in Berlin; gestorben 2. Februar 1991 in Igls, Österreich) war eine bekannte Opernsängerin der 1930er Jahre, später Gesangspädagogin und Autorin mehrerer Schriften zur Stimmbildung. Einer ihrer Schüler bezeichnete sie als „eine der einflussreichsten Gesangslehrerinnen des Jahrhunderts“. Ab 1949 war sie die Ehefrau von Otto John, dem ersten Präsidenten des Bundesamts für Verfassungsschutz, dessen ungeklärter Aufenthalt in der DDR Mitte der 1950er Jahre international Aufsehen erregte.

## Leben

### Familie und Kindheit

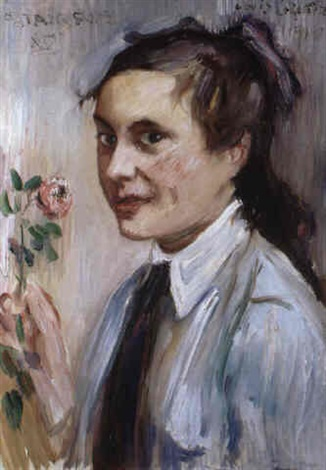
Lovis Corinth: Porträt Lucie Mainzer (1914)

Lucie Mainzer wurde 1899 als Tochter von Gertrud Mainzer, geborene Sabersky, und des Gynäkologen und späteren Autors historischer Publikationen, Ferdinand Mainzer geboren. Ihre Mutter war eine Schülerin des Malers Walter Leistikow, ihr Großvater mütterlicherseits der Industrielle Max Sabersky. Ihr Vater hatte im Ersten Weltkrieg mit Ludwig Heuss, dem ältesten Bruder von Theodor Heuss in einem Lazarett gearbeitet, war unter anderem mit Friedrich Erxleben befreundet und im Umfeld des späteren Solf-Kreises zu finden. 1902 wurde ihr jüngerer Bruder Max Paul Robert geboren.
Das Zuhause der Mainzers wird als großbürgerlich-kultiviert und gastfreundlich beschrieben, es sei musiziert, diskutiert und „festlich getafelt“ worden und Gäste aus akademischen, künstlerischen und diplomatischen Kreisen ein- und ausgegangen, darunter Thomas Mann, Stefan Zweig, Otto Klemperer, Erich Kleiber und Gregor Piatigorsky. Bereits 1898 hatte der auch mit Leistikow befreundete Maler Lovis Corinth Gertrud Mainzer und 1899 Ferdinand Mainzer porträtiert, 1901 dann Frau Mainzer mit Kind (die zweijährige Lucie). 1914 entstand Die Rose – Porträt Lucie Mainzer; und 1917 porträtierte Corinth Max Mainzer mit einem sibirischen Windhund. Familie Mainzer machte den Maler mit potenziell für Aufträge infrage kommenden Personen aus ihrem Umfeld bekannt und half ihm, in Berlin Fuß zu fassen. Ihre Corinth-Gemälde konnten die Eltern Mainzer bei ihrer erzwungenen Emigration in die USA mitnehmen; nach dem Tod Gertrud Mainzers 1953 kehrten sie nach Europa in den Haushalt der Tochter zurück.

### Werdegang als Sängerin und erste Ehe
Als Kind erhielt Lucie Mainzer Klavierunterricht bei Edwin Fischer, Ballettunterricht bei Isadora Duncan sowie Gesangsunterricht von ihrer Großmutter, die selbst als Sopran bei einer italienischen Gesangslehrerin ausgebildet worden war. Als Zwölfjährige hatte sie so ihren ersten Gesangsauftritt im großmütterlichen Berliner Musiksalon. Später erhielt sie Gesangsunterricht bei verschiedenen Lehrern in Berlin und wurde schließlich durch den Violinisten Carl Flesch als Schülerin zu Anna Schoen-René vermittelt, die als Professorin am Juilliard Institute lehrte und im Halbjahresrhythmus auch in Berlin unterrichtete. Diese bildete sie „nach der Methode der klassischen italienischen Schulen“ aus.
1920 heiratete Lucie Mainzer den Kaufmann Hans Otto Mankiewitz, Sohn des Bankiers Paul Mankiewitz, mit dem sie vermutlich zwei Kinder hatte, eines davon Tochter Gisela. Die Ehe wurde später geschieden.
Die Karriere von Lucie Manén – so nun ihr Künstlername – als Konzert- und Opernsängerin begann 1932 als lyrischer und Koloratursopran unter Gustav Brecher an der Oper in Leipzig und in Produktionen von Max Reinhardt. 1934 sang sie die Rolle des Cherubino in der Hochzeit des Figaro an der Glyndebourne Festival Opera in Sussex. In einer Ankündigung des Jüdischen Kulturbunds Rhein-Ruhr für mehrere Auftritte im April 1936 wurde sie „als eine der bekanntesten Interpretinnen moderner Opernmusik“ bezeichnet.

### Emigration nach England
Noch im selben Jahr wurde ihr jedoch die Arbeitserlaubnis und damit das Engagement an der Leipziger Oper entzogen; bereits 1935 war sie in Hans Brückners antisemitischem „ABC jüdischer und nichtarischer Musikbeflissener“ gelistet worden. Daneben stand sie namentlich in der „Liste der aus der Reichsmusikkammer ausgeschlossenen Juden, jüdischen Mischlinge und jüdisch Versippten“. Mitte der 1930er Jahre emigrierte sie deshalb (mit Tochter Gisela) nach England. Dort ging sie in verschiedenen Rollen mit der Universal Grand Opera auf Tournee und gab Liederabende.
Mit Kriegsausbruch durfte sie wegen ihrer deutschen Staatsangehörigkeit nur noch kurze Zeit unter Pseudonym auftreten. Sie studierte Medizin, legte ein Examen als Physiotherapeutin ab und arbeitete im Krankenhausbereich. Diese berufliche Kombination – Gesang und Anatomie – führte schließlich zu ihrer Beschäftigung mit den physiologischen Grundlagen der Stimmbildung, zu denen sie zunächst forschte und später publizierte.
Am 26. April 1945 trat sie mit der „Arie der Zerbinetta“ aus Richard Strauss’ Ariadne auf Naxos in London auf, begleitet von dem Komponisten Berthold Goldschmidt. Nach Kriegsende unterrichtete sie als Gesangslehrerin beispielsweise James Bowman, Lawrence Folley, Elizabeth Harwood, Ann Pashley, Peter Pears, Laura Sarti Thomas Hemsley und Beatrice Webster.

### Ehe mit Otto John
Etwa um Ende 1946 freundete sich ihre Tochter Gisela Mankiewicz mit dem Deutschen Otto John an, der als Beteiligter nach dem Attentat vom 20. Juli 1944 nach England geflohen war und für den Soldatensender Calais, später als Screener Interviews mit deutschen Kriegsgefangenen geführt hatte, um diese politisch einzuschätzen. Über diese Bekanntschaft lernte Lucie Manén Otto John kennen, den sie 1949 heiratete. Etwa um diese Zeit bemühte sich John um eine Rückkehr nach Deutschland und eine berufliche Perspektive, etwa in einer westdeutschen Bundesbehörde. Sowohl Emmi Bonhoeffer, Josef Müller – beide John aus dem Widerstand verbunden – als auch Lucie John selbst versuchten sich bei Bundespräsident Theodor Heuss für ihn einzusetzen; Heuss kannte John jedoch auch selbst bereits über die Bonhoeffers. Ende 1950 trat er seinen Dienst als erster Präsident des Bundesamts für Verfassungsschutz in Köln an, wobei Lucie John die Rückkehr nach Deutschland nicht leicht gefallen sein soll.
Nach Otto Johns ungeklärtem Verschwinden nach Ostberlin 1954/1955 wurde Lucie John zunächst „unter Bewachung mit einem Nervenzusammenbruch von Berlin nach Bonn“ geflogen, wie das Nachrichtenmagazin Der Spiegel schrieb. Dort lebte sie – bis März 1955 unter Bewachung durch das BfV – wieder in der Kölner Dienstwohnung. Da sie weiterhin fest an der Unschuld ihres Mannes festhielt und keine Anstalten machte, ihm in die DDR zu folgen, wurde die Bewachung schließlich eingestellt, allerdings auch die Dienstwohnung gekündigt und finanzielle Unterstützung gestoppt. Sie zog zurück nach England, wo sie erneut als Gesangslehrerin arbeitete. Als John Ende 1955 wieder im Westen „auftauchte“, flog sie in Begleitung ihrer Tochter sofort nach Deutschland zurück, allerdings nur solange, bis John in Untersuchungshaft kam. Von England aus setzte sie sich dann brieflich – und erfolglos – für die Begnadigung ihres Ehemannes ein, unter anderem auch bei Bundespräsident Heuss, indem sie an die alte Freundschaft mit ihrem Vater appellierte. Auch beim Prozess gegen Otto John war sie mit ihrer Tochter anwesend und sagte als Zeugin aus. Ein Kommentar der Westdeutschen Zeitung hob ihre „Energie und Tatkraft“ hervor, die man ihrem Mann bei der Führung seines Amtes nur hätte wünschen können. Während des Prozesses wies ein psychologischer Gutachter auch auf die Tatsache hin, dass John mit Lucie Manén eine deutlich ältere Frau geheiratet hatte, was auf einen „Defekt“ – Unreife und Suche nach einer Mutterfigur oder gar Homosexualität – hindeute.
Nach seiner Entlassung aus dem Gefängnis im Sommer 1958 lebte John „von der Unterstützung durch das Hilfswerk 20. Juli 1944 und der Rente seiner Frau“. Eine Einreise nach England zu Lucie John wurde ihm 1959 in Dover verweigert. Das Paar zog nach Igls (Innsbruck), wo es von Paula von Ficker, der Witwe von Rudolf von Ficker in der Hohenburg aufgenommen wurde. Auch nach dem Tod von Paula von Ficker blieb ihnen – bei wechselnden Eigentumsverhältnissen des Gebäudes – ein Wohnrecht bis zu ihrem Lebensende.
Lucie John unterstützte ihren Ehemann lange Zeit bei seinen Bemühungen um seine Rehabilitation. Nach langer Krankheit starb sie am 2. Februar 1991 in Igls.

## Trivia
In der Serie Bonn – Alte Freunde, neue Feinde wurde Lucie John in einer Nebenrolle von Inga Busch verkörpert.

## Publikationen
- Dennis B. Fry, Lucie Manén: Basis for the Acoustical Study of Singing. In: The Journal of the Acoustical Society of America. Band 29, Nr. 6, 1957, S. 690–692, doi:10.1121/1.1909011.
- Lucie Manén: The art of singing: a manual. Faber Music, London 1974, ISBN 0-571-10009-0.
  - Lucie Manén: Bel Canto. Die Lehre der klassischen italienischen Gesangschulen. Ihr Verfall und ihre Wiederherstellung. Noetzel, Heinrichshofen-Bücher, Wilhelmshaven 1986, ISBN 3-7959-0499-4 (deutsche Ausgabe von The art of singing).
  - Lucie Manén: Bel canto: the teaching of the classical Italian song-schools, its decline and restoration. Oxford University Press, Oxford [Oxfordshire] 1987, ISBN 0-19-317110-4 (Neuausgabe von The art of singing).
- Vocal timbres, the essence of the classical school of singing. In: Studies in Music. Nr. 13, 1979, ISSN 0081-8267, OCLC 7128565620, S. 34–43.